# Microchrysa polita
Microchrysa polita är en tvåvingeart som först beskrevs av Carl von Linné 1758.  Microchrysa polita ingår i släktet Microchrysa och familjen vapenflugor. Arten är reproducerande i Sverige. Inga underarter finns listade i Catalogue of Life.

## Bildgalleri

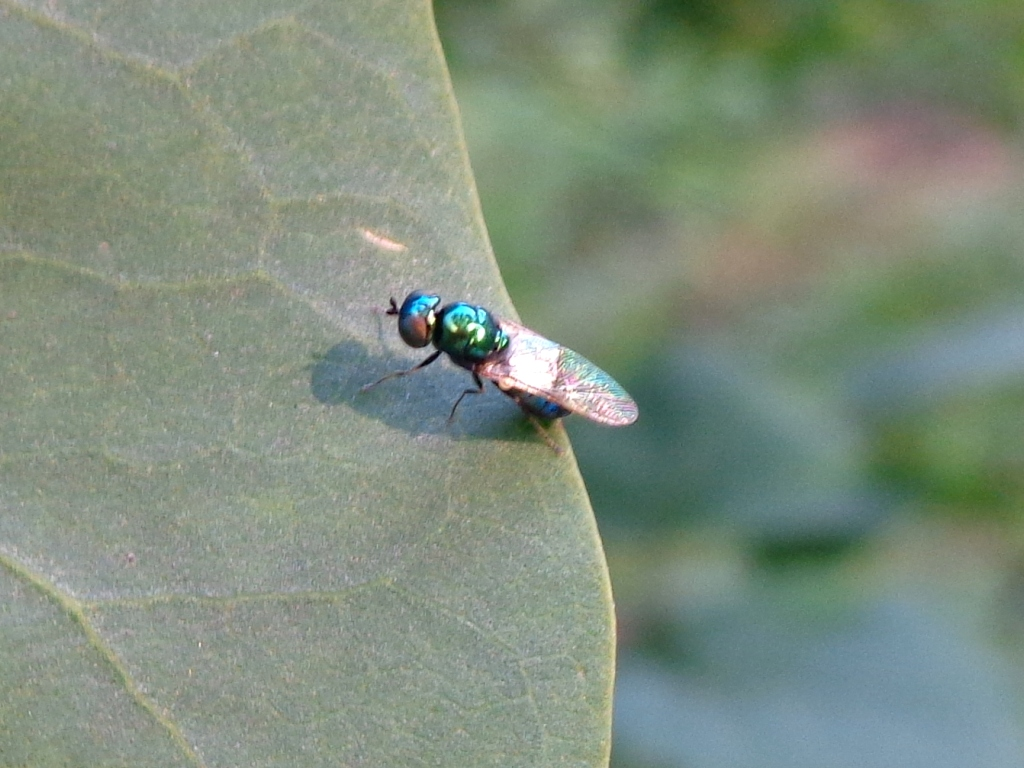
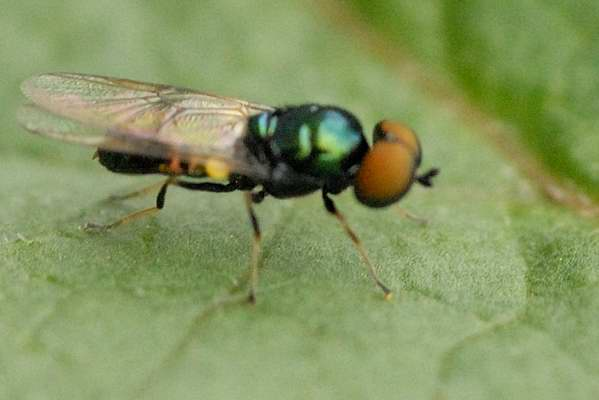
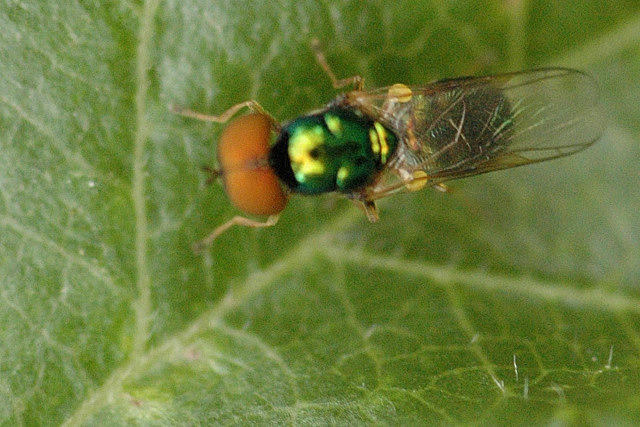
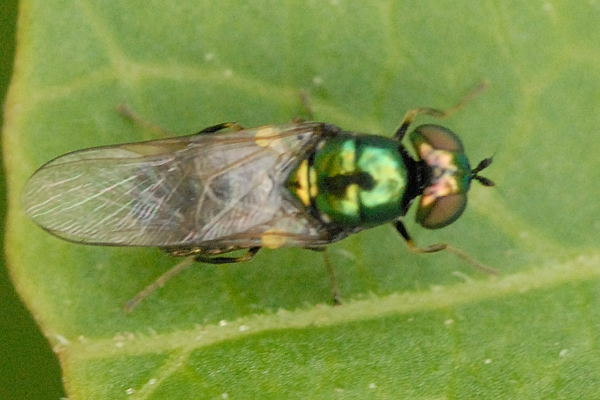